# Louis Rivet (général)
Pour les articles homonymes, voir Louis Rivet.
Louis Rivet, né le 3 janvier 1883 à Montalieu-Vercieu (Isère) et mort le 12 décembre 1958 dans le 15e arrondissement de Paris, a été, avec le grade de lieutenant-colonel, commandant des services spéciaux militaires français à partir de juin 1936. Il devint en 1940 responsable des services spéciaux du régime de Vichy avant de rejoindre Alger en novembre 1942. 
Il démissionna puis fut mis à la retraite en 1944.

## Formation militaire
Louis Rivet est né dans une famille d'artisans. Son père Louis est à la tête d'une menuiserie. Il y travaille trois années avant de choisir la carrière militaire. En 1902, il s’engage au 140e régiment d'infanterie et devient sergent en 1905. Il suit les cours de l'École d'infanterie de Saint-Maixent en 1908-1909, dont il sort sous-lieutenant en 1909.
Il est affecté au 30e régiment d'infanterie le 1er octobre 1909, où il devient lieutenant en 1911, puis au 2e régiment de tirailleurs algériens fin mars 1913. Il est grièvement blessé au combat dès le 24 août 1914 à Florennes près de Namur pendant la bataille des Frontières. Il est cité à l'ordre de l'Armée. Mais, il est fait prisonnier par les Allemands et reste en captivité jusqu’en octobre 1918.

## Au SR dans l'entre-deux-guerres

### Spécialiste de l'Allemagne et de l'Europe centrale
En 1919, il rejoint le deuxième bureau de l’État-major, commandé par le colonel Fournier. Affecté immédiatement au SR de l'Armée du Rhin à Mayence, il y apprend le renseignement opérationnel. En septembre 1921, il est affecté à la mission militaire française en Pologne - dont fait aussi partie le capitaine Charles de Gaulle - menée par le général Weygand en appui à l'Armée polonaise pendant la guerre soviéto-polonaise. Il est chargé de la section allemande au sein du SR et observe comment les services allemands utilisent la société civile pour agir en dépit des interdictions du traité de Versailles. Il reste à Varsovie jusqu’en juin 1924 et son travail est remarqué par le colonel Lainey, nouveau chef du SR à Paris
De juin 1924 à février 1926, il fait partie du deuxième bureau de l’armée d’occupation en Rhénanie, et coordonne les activités des postes d'Aix-la-Chapelle, Düsseldorf et Mayence et s'inquiète de la réorganisation de la Reichswehr. En octobre 1926, il commande une compagnie du 28e bataillon de chasseurs alpins. 
D'avril 1928 à octobre 1930, il devient le chef du poste SR de Belfort, le plus important pour l'observation de l'Allemagne avec une vingtaine d'officiers. Il dynamise son activité pour préparer le repli des forces françaises en Allemagne, comme prévu au traité de Locarno (1925).
Nommé commandant en 1929, il prend un nouveau commandement au 35e régiment d'infanterie jusqu'au début de 1933.

### Les SR sur la frontière Nord-Est
Affecté à la 1re Région militaire à Lille à partir de 1933, il est chargé par le colonel Laurent, successeur de Lainey en 1928, de créer un Bureau d'étude du Nord-Est (BENE), appelé à devenir le poste SR principal pour le Benelux et le sud de l'Allemagne. Depuis Lille et avec le poste SR de Bruxelles, il supervise Hans-Thilo Schmidt, l'une des meilleures sources du SR français à l’État-major allemand. Il quitte ce poste en novembre 1935.

### Chef du Deuxième bureau (1936-1939)
Il est affecté à l’État-Major et est nommé au grade de lieutenant-colonel en décembre 1935. En juin 1936, il est nommé directeur du deuxième bureau avec l'appui du général Weygand. Il est très inquiet de la croissance du danger posé par l'Allemagne et renforce l'action des services aux frontières. En 1937, il crée un nouveau service des interceptions spécialisées (Service Némo) qui est dirigé par le capitaine André Cazin d'Honincthun (1898-1962).
Le 26 décembre 1939, il accède au grade de colonel.

## La Seconde Guerre mondiale

### Reconstitution des services spéciaux (1940-1942)
Durant l'été 1940, lors d'une réunion du service de renseignement français au séminaire de Bon-Encontre, il prononce le « serment de Bon-Encontre ». Afin de continuer la lutte contre l'envahisseur, Rivet jette les bases de l'organisation clandestine des services spéciaux au sein de l'Armée d'armistice du régime de Vichy, en créant notamment les Travaux ruraux. Sous l'autorité de Rivet, le Bureau des menées antinationales (BMA), service de renseignement de l'Armée d'armistice, mènera des actions contre l'Abwehr, mais aussi contre l'Intelligence Service (référence nécessaire). Il sera dissous par les Allemands en novembre 1942. 
Les activités clandestines du service de renseignements militaires pendant l'occupation sont également connues sous le nom de S.R. Guerre ou Réseau Kléber.

### Fusion des services à Alger (1942-1943)
Averti de l'imminence du débarquement en Afrique du Nord par l'Intelligence Service, Louis Rivet s'envole pour Alger le 5 novembre 1942 (le colonel Ronin le suivra le 6 novembre ; Paul Paillole suivra, par ses propres moyens).

### Retraite du cadre actif
Il est mis à la retraite le 15 avril 1944 avec le grade de général de brigade.
Il meurt en 1958.

## Publications
Ses Carnets du chef des services secrets, 1936-1944, édités par Olivier Forcade et Sébastien Laurent, texte établi par Rémi Mathis ont été publiés en 2010 aux éditions Nouveau Monde.